# Хронология озера Байкал
| Год               | Событие |
| ----------------- | --- |
| 110 г. до н. э.   | Первое упоминание озера под именем «Бэйхай» в китайских письменных источниках. |
| VI-VIII вв.       | Расцвет курумчинской культуры на побережье озера. |
| X—XII вв.         | Монголоязычные племена вытесняют курыкан севернее Байкала. |
| XI-XIV вв.        | На территории Прибайкалья складывается новое этническое племя хори, проживают племена тюркского и тунгусского происхождения. |
| XVII-XVIII вв.    | Формирование на основе местных племен в районе Байкала будущего бурятского этноса. |
| 1640-1641 гг.     | Первые сведения о Байкале в русских источниках. В составленной «Чертежной росписи» притоков реки Лены сообщается: «Ламу называют брацкие люди (буряты) Байкалом озером» |
| 1643 г.           | Выход к озеру в районе Малого Моря первого русского отряда казаков во главе с Курбатом Ивановым. Первые донесения русскому правительству о богатых байкальских землях. За озером закрепляется название Байкал. |
| 1665 г.           | Через Байкал в ссылку проезжает протопоп Аввакум, давший одно из первых художественно выразительных литературных описаний Байкала в произведении «Житие протопопа Аввакума». |
| 1667 г.           | Изображение Байкала на «Чертеже Земли Сибирской», составленное по распоряжению тобольского воеводы П. Годунова. |
| 1675 г.           | Одно из первых литературных описаний Байкала сделал Н. Г. Спафарий, посол русского царя в Китае. |
| 1701 г.           | Изображение озера в «Чертежной книге Сибири», составленное тобольским казаком С. У. Ремезовым. |
| 1723-1727 гг.     | Д. Г. Мессершмидт — первый ученый на Байкале, отправленный для изучения Сибири по личному распоряжению Петра I, делает описание озера. |
| 1771-1772 гг.     | Экспедиция во главе с академиком П. С. Палласом описывает своеобразную байкальскую живородящую рыбку-голомянку. Участник экспедиции академик И. Г. Георги подробно описал байкальского тюленя и его промысел. |
| 1773 г.           | Штурман Алексей Пушкарев составляет подробную карту Байкала — «Карта плоская специальная Байкала моря с показанием впадающих рек и речек, а также выпадающей из него Ангары», в масштабе 10 верст в дюйме. |
| 1844 г.           | Организация Байкальского пароходства. На Байкал выведены первые пароходы «Император Николай I» и «Наследник Цесаревич». |
| 1855-1857 гг.     | Участник Сибирской экспедиции географического общества Г. И. Радде объехал вокруг Байкала. |
| 1860-е годы.      | Исследование Байкала провели участники польского восстания 1863 г. Б. И. Дыбовский, И. Д. Черский, А. Л. Чекановский, Ф. Ф. Годлевский, В. Ксенжопольский. |
| 1862 г.           | При десятибалльном землетрясении в северной части дельты Селенги ушел под воду участок суши площадью 200 км² с 6 улусами, в которых проживало 1300 человек, и образовался новый залив — Провал. |
| 1891 г.           | Император Александр III издал указ о начале строительства Транссибирской магистрали. |
| 1893 г.           | Император Николай II утверждает мероприятия по установлению регулярного пароходного сообщения на Байкале и изыскания по направлению Кругобайкальской железной дороги. |
| 1895 г.           | Для устройства переправы через Байкал русское правительство принимает решение о строительстве специального парома-ледокола. Заказ на изготовление парома-ледокола «Байкал» получает английская фирма «В. Г. Армстронг, Витворт и Ко». |
| 1896-1899 гг.     | Прокладка железной дороги Иркутск — порт Байкал (68 км). |
| 17 июня 1899 г.   | Спуск на воду ледокола-парома «Байкал», второго в мире по размерам того времени. |
| 1899-1904 гг.     | Строительство участка Кругобайкальской железной дороги. Сдача в эксплуатацию 13 октября 1905 г. |
| 25 июля 1900 г.   | Спуск на воду ледокола «Ангара». |
| 1900-1906 гг.     | Функционирует Байкальская железнодорожная переправа. |
| 1901 г.           | Произошла самая крупная судовая катастрофа на Байкале — в ночь с 14 на 15 октября 1901 года судно «Потапов», влекомое ветром сарма, разбилось о скалы. Погибло 176 человек. |
| 1902 г.           | Не прошло и года после гибели «Потапова» — самой масштабной катастрофы в истории Байкала, как разыгралась новая трагедия — вторая по числу человеческих жертв в истории озера: в конце сентября 1902 года сарма сильно потрепал пароход «Александр Невский», а буксируемые им баржи, на которых возвращались с путины рыбаки со своими семьями, погибли. Трагедия произошла близ мыса Кобылья голова, при выходе из Малого моря в Малые Ольхонские ворота. Натиск непогоды был настолько мощным, что команда парохода была вынуждена обрубить канат, на котором буксировались баржи, и последние остались сами по себе. Шедшую последней баржу, выбросило на песчаную отмель, и люди на ней спаслись, а две другие разбило о камни. Даже те немногие, кто сумел выбраться на берег, не имея возможности переодеться и развести огонь, вскоре погибли от переохлаждения. Общее число жертв составило 172 человека. |
| 1902 г.           | Издан на 31 листе (масштаб одна верста в дюйме): [Атлас озера Байкал. Составлен Гидрографической экспедицией под начальством полковника Дриженко.- Спб.: Издание Главного гидрографического управления, [1902] ] |
| 1904 г.           | Между ст. Байкал и Танхой по льду озера были проложены железнодорожные рельсы, по которым конной тягой перевозили вагоны и паровозы. |
| 1908 г.           | Издана первая лоция озера Байкал: [ Лоция и физико-географический очерк озера Байкал / Под ред. Ф. К. Дриженко.- СПб: Издание Главного гидрографического управления, 1908.- 443 с. ]. |
| 1916 г.           | Образован Баргузинский заповедник — первый в России. |
| 1916 г.           | Основана биологическая станция в пос. Большие Коты. |
| 1925 г.           | Основана постоянно действующая научно-исследовательская лимнологическая станция Академии наук СССР в пос. Маритуй. |
| 1925-1929 гг.     | Байкальская экспедиция под руководством учёного Г. Ю. Верещагина обследовала все основные районы озера. |
| 1950-1958 гг.     | Строительство Иркутской ГЭС, вызвавшее подъем уровня воды Байкала в среднем на 1 м. |
| 1958 г.           | На юге Байкала начинается ударная комсомольская стройка будущего города Байкальск и Байкальского целлюлозно-бумажного комбината. |
| 1959 г.           | При измерениях со льда тросовым лотом зафиксирована глубина озера — 1620 м. |
| 1961 г.           | На базе Байкальской лимнологической станции создан Лимнологический институт СО АН СССР в пос. Листвянка. |
| 1962 г.           | На заводе «Ленинская кузница» в г. Киеве построено судно «Г. Ю. Верещагин», ставшее самым крупным исследовательским судном на Байкале. Его водоизмещение 560 т, длина 43,6 м, ширина палубы 7,8 м. |
| 1963 г.           | Первые подводные киносъемки о жизни байкальских организмов сделала студия «Киевнаучфильм». |
| 1966 г.           | Ввод в эксплуатацию Байкальского целлюлозно-бумажного комбината. |
| 1969-1975 гг.     | На промысловый лов омуля был введен запрет с целью восстановления его общей биомассы. В это же время запрещается сплав древесины по впадающим в Байкал рекам и транспортировка его в плотах по Байкалу. |
| 1974 г.           | Эхолотные промеры, выполненные Лимнологическим институтом, зафиксировали глубину озера 1637 м. |
| 1979-1986 гг.     | Работа на Байкале гидрографической экспедиции ГУНиО МО СССР. Руководил экспедицией капитан 1 ранга Виктор Владимирович Туровцев. |
| 1983 г.           | Л. Г. Колотило и А. И. Сулимов во время выполнения гидрографических работ экспедицией ГУНиО МО СССР открыли максимальную глубину озера — 1642 м, ныне нанесённую на все карты озера.(См., к примеру: Колотило Л. Г. Военные моряки Байкала: проблемы исторической реконструкции деятельности военных моряков российского флота по физико-географическому изучению и освоению озера Байкал в XVIII—XX вв.- Спб.: Наука, 2004.- 560 с. ISBN 5-02-025048-1). Подробнее в статье: Байкал . |
| 1984 г.           | Открыт новый географический объект на Байкале — Банка Дриженко. Открыта С. В. Графовым и Л. Г. Колотило, и названа в честь выдающегося исследователя Байкала Фёдора Дриженко. |
| 1984 г.           | Первое одиночное пересечение озера на виндсерфинге — парусной доске. Иркутский спортсмен В. Горшков за 5 ч 30 мин пересёк озеро с восточного берега на западный, из Танхоя в пос. Листвянка (40 км). |
| 1986 г.           | Основаны Прибайкальский и Забайкальский национальные парки, Байкало-Ленский заповедник. |
| 1987 г.           | Принято постановление ЦК КПСС и Совета министров СССР № 197 от 15 мая 1987 года "О мерах по обеспечению охраны и рационального использования природных ресурсов бассейна озера Байкал в 1987-1995 годах", в соответствии с которым была создана межведомственная комиссия по контролю за состоянием природного комплекса бассейна озера Байкал при Государственном комитете СССР по гидрометеорологии и контролю природной среды. |
| 1990 г.           | По берегу Байкала проходит автопробег «Camel Trophy Baikal-USSR`90» по маршруту: Братск — Зама — Еланцы — Листвянка. |
| 1990 г.           | Пересечение Байкала на виндсерфинге в самом широком месте озера из Замы в Максимиху (восточный берег Байкала) группой спортсменов из Иркутска, Москвы, Австрии и Чехословакии. |
| 1990 г.           | На мировой экран выходит фильм о Байкале «Голубое око Сибири», снятый английскими кинодокументалистами при участии ЮНЕСКО. |
| 1991 г.           | В специальном глубоководном аппарате «Пайсис» осуществлено погружение на глубину 1637 м. |
| 1992 г.           | Создана постоянно действующая Правительственная комиссия по Байкалу, координирующая деятельность по подготовке и реализации «Комплексной программы по обеспечению охраны и рационального использования природных ресурсов бассейна оз. Байкал». |
| 1992 г.           | Первое бурение на Байкале в 7 км на юго-восток от устья Бугульдейки. Получен первый керн донных осадков длиной 120 м. Возраст осадков определен в 30 тыс. лет. |
| 1993 г.           | По результатам работы экспедиции В. В. Туровцева (1979—1986) издана новая лоция озера Байкал.(Лоция озера Байкал. Адмиралтейский № 1007. Спб.: ГУНиO, 1993.) Её авторы — участники экспедиции: С. В. Графов, Л. Г. Колотило и А. Е. Поташко. |
| 1993 г.           | На базе музея Лимнологического института создан Байкальский музей СО РАН. |
| 1993 г.           | Издан научно-справочный атлас «Байкал» Российской Академией наук по материалам многолетних исследований 1961—1985 гг. |
| 1993 г.           | Подготовлен проект «Комплексная программа политики землепользования для российской территории бассейна озера Байкал» («Дэвис Ассосиэтс», США). |
| 9 декабря 1995 г. | Состоялась 1-я Международная туристическая ярмарка «Байкал-тур-95», проведение которой стало ежегодной. |
| 1996 г.           | В Улан-Удэ проходят Международный научный симпозиум по центральноазиатскому шаманизму и первая научная конференция «Сохранение биоразнообразия озера Байкал». |
| 1997 г.           | Озеро Байкал внесено в список «Всемирного наследия» ЮНЕСКО. |
| 1998 г.           | В районе Ушканьих островов произведено самое глубокое бурение на Байкале (600 м) с вмороженной в лед платформы. Изучение осадков подтвердило существование озера в течение последних 15 млн лет. Получен непрерывный осадочный 600-метровый керн, охватывающий временной интервал от 0 до 10.3 млн.лет, позволяющий составить палеоклиматическую летопись. |
| 1999 г., апрель.  | Принят Федеральный закон «Об охране озера Байкал». |
| 2000 г.           | В результате действий природоохранных организаций и экологов на Байкале приостановлен проект глубинного бурения для поиска нефти. |
| 2001 г.           | Начата реконструкция Байкальского музея в пос. Листвянка. Планируется увеличение площади экспозиции в 3 раза и развертывание в 6 аквариумах живой экспозиции байкальских организмов. |
| 2003 г.           | Буксирное судно «Севан» переоборудовано в круизное судно «Николай Ерощенко» и в августе совершило свой первый круизный рейс по Байкалу. |
| 2004 г., март.    | Для регулярного туристического обслуживания на Байкал прибыл первый катер-амфибия на воздушной подушке «Хивус-10». |
| 2005 г., март.    | Озеро Байкал по льду пересекает гонка на внедорожниках «Экспедиция-Трофи», которая впервые проводится по маршруту Мурманск — Владивосток. На льду Байкала, между Листвянкой и Танхоем, впервые построен ледовый лагерь «105-й меридиан». |
| 2008 г., апрель.  | Начало трёхлетней экспедиции глубоководных аппаратов Мир-1 и Мир-2. |